# Huso horario

Planisferios con zonas horarias.

Un huso horario es cada una de las franjas geográficas virtuales, orientadas de norte a sur, limitadas por meridianos igualmente espaciados, en las que se divide un planeta y en las que suele regir una misma hora oficial. Esta hora se construye sumando o restando un número entero de horas respecto a un estándar de tiempo. En la Tierra, hay 24 husos con una amplitud de 15 grados medidos en el sentido de la longitud, que es el ángulo que la Tierra rota en una hora. La hora se calcula a partir del Tiempo Universal Coordinado (UTC).
Una zona horaria es una región geográfica que comparte una misma hora oficial. Las zonas horarias se han construido a raíz de los husos horarios aunque no siguen fielmente sus trazos, pues cada país ajusta su hora oficial libremente y, con frecuencia, no coinciden estrictamente con la convención geográfica.

## Aproximación astronómica
El concepto del huso horario surge de la forma de la Tierra, su movimiento de rotación y del sistema de 24 horas diarias. 
Como la Tierra es esférica, el Sol no ilumina toda la superficie simultáneamente. En cada instante, el Sol ilumina solamente una mitad (un hemisferio) donde es de día, dejando la otra a oscuras (noche). En el límite entre ambos, tendremos una faja, orientada aproximadamente de norte a sur, en la que está amaneciendo. Y otra, opuesta a la anterior, en la que está anocheciendo. 
También por la forma de la Tierra, el ángulo con el que incide el Sol no es el mismo en todos los puntos. En el mismo instante, y aproximadamente en el centro del hemisferio diurno, hay un meridiano en el que la altura del sol es la máxima diaria. En ese meridiano es mediodía. En los meridianos adyacentes esta altura es cada vez menor y la hora solar corresponde a las horas de tarde (al este) o de la mañana (al oeste). En el meridiano opuesto es medianoche.
| Esquemas Tierra-Sol - Esquema estático. - Esquema dinámico. Esquema estático: La Tierra iluminada por el Sol desde la derecha. Anochece en Asia (centro), es mediodía en África y Europa (izquierda) y medianoche en el Pacífico (derecha). Esquema dinámico: Hemisferio norte terrestre con el polo en el centro. En el meridiano frente al sol es mediodía (12:00) y en su opuesto es medianoche. El amanecer (6:00) y anochecer (18:00) están ubicados a 90° de los anteriores. |

## Geodesia y geometría

Globo terráqueo con meridianos múltiplos de 15°. Se observa como se estrechan hacia el polo.

El sistema de husos horarios consiste en dividir la superficie de la Tierra en 24 franjas, para que cada una de ellas corresponda a una hora del día. A cada una de estas partes, le llamamos husos.    
Como un día es un giro completo del planeta y un giro completo tiene 360°, al dividir 360° en 24, da como resultado que cada huso horario tiene una amplitud angular de 15°.
Como los meridianos no son paralelos, un huso horario tiene un ancho variable. Es máximo en el ecuador con un ancho de 1669.8 km y se va estrechando hacia los polos. Tiene un ancho de 1529.35 km en los trópicos, unos 1300 km a los 40° de latitud aproximadamente y 663.4 km en los círculos polares. Su forma ancha en el centro que se va estrechando hacia sus dos extremos recuerda a un huso de hilar, del que toma su nombre. Considerando el volumen correspondiente hasta el eje de la Tierra puede asimilarse a un gajo de naranja o mandarina.
Este tamaño de 15° permite a muchos de los países quedar comprendidos completamente dentro de un huso y usarlo para su unificación horaria nacional.

## Meridiano de origen y hora de referencia
El sistema de husos horarios y el sistema de longitud geográfica necesitan un meridiano de origen para poder ser aplicados en la superficie terrestre ya que, por el movimiento de rotación, todos los puntos de la Tierra son iguales en lo que se refiere a la longitud y las horas. Por razones técnicas, políticas e históricas, el meridiano elegido fue el del Real Observatorio de Greenwich, en Londres. 
El meridiano de Greenwich fue elegido como meridiano cero para medir la longitud en 1884. Los meridianos se identifican por dos elementos: su medida en grados y su posición con respecto a Greenwich (este u oeste). Por ejemplo, la longitud de la ciudad de Bogotá, es  74° O, es decir al oeste de Greenwich.   
La hora solar media de Greenwich fue elegida como referencia del sistema de husos horarios. Para abreviar, esta hora es conocida internacionalmente como GMT por las siglas de la expresión inglesa Greenwich Mean Time. Marginalmente, en España se usó la sigla en español HMG. A inicios del siglo XX dicha hora se establecía por el movimiento de rotación del planeta. Esta hora podía ser determinada con precisión en un observatorio y ser enviada desde allí, por medios de telecomunicación. 
A lo largo del siglo XX, GMT comienza a ser reemplazado por otros métodos de medida del tiempo más precisos. Así aparece el Tiempo Universal (UT, por sus siglas en inglés) En la década del año 1960, se comienza a medir el tiempo con relojes atómicos. Y finalmente la Oficina Internacional de la Hora comenzó a establecer el Tiempo Universal Coordinado (UTC) como referencia horaria internacional. Para la mayoría de los fines prácticos, el UTC es equivalente a la hora solar media de Greenwich.

## La longitud y hora en cada huso
El sistema de husos horarios es heredero de los procesos de unificación horaria nacional de los países por los cuales las ciudades renunciaban a usar su propia hora solar para adoptar la de otra, generalmente la de la capital o una ciudad importante ubicada en el centro del país. 
En el sistema de husos, todas las localidades ubicadas dentro de él deberían usar una misma hora, independientemente de la posición del sol y de su hora solar. Esa hora fue denominada por distintas fuentes hora civil, hora oficial u hora legal. El sistema implica que la hora adoptada en todo el huso sea la hora solar media del centro del meridiano. Así, en cada localidad dentro de un huso, la diferencia entre la hora adoptada y la hora solar será, como máximo, de 30 minutos. En la mitad oriental de cada huso horario la hora adoptada está hasta 30 minutos atrasada con respecto al sol. En la mitad occidental, hasta 30 minutos adelantada. Esta es una diferencia aceptable de acuerdo a las experiencias de unificación horaria nacional en diversos países.  
Como el meridiano central de cada huso está a 15° de sus adyacentes y el meridiano de origen es el meridiano cero, los meridianos centrales de todos los husos son múltiplos de 15°. Así, en la redacción de las normas legales de algunos países se menciona el meridiano múltiplo de 15 de referencia. Por ejemplo, la disposición por la cual México adhiere al sistema horario mundial, en 1920, indica usar los meridianos 105° y 90° al oeste de Greenwich.
La hora en cada huso se indica como la diferencia con la del huso de referencia internacional. (UTC, actualmente). Como cada huso está a una hora exactamente de sus husos adyacentes, esta diferencia será una cantidad entera de horas con respecto a UTC. Como la Tierra rota del oeste al este, la hora al este será mayor que en Greenwich y al oeste, menor. Así, la hora en cada huso ubicado al este se indicará como una suma, y los del oeste como una resta. Por ejemplo, la hora en Bagdad es UTC+3 y en Bogotá es UTC-5.   

### Otras denominaciones de los husos
En 1917 Francia propone extender los husos horarios a los mares y océanos y esto daría lugar a la publicación del primer planisferio de husos horarios. En España el Anuario del Observatorio de Madrid para 1922 incluía un planisferio de husos horarios terrestres y marítimos en el que los husos están numerados comenzando con el cero en Greenwich y avanzando hacia el este pasando por el huso 12 centrado en el antemeridiano de Greenwich en el Pacífico y terminando en el huso 23. En viejas legislaciones nacionales sobre hora oficial, pueden aparecer los husos nombrados con estos números. Como en Chile, que a inicios de siglo XX adopta la hora del huso n.º 19.
Otra denominación usada en ámbitos militares, náuticos o aeronáuticos, nombra a cada huso con una letra. Comienza en el huso A que corresponde a UTC+1, avanza hacia el este hasta el huso M (UTC+12). No usa la letra J. Al oeste de Greenwich, usa la letra N para UTC -1 avanza hacia el oeste hasta el huso Y. El huso horario de Greenwich (UTC) lo denomina Z, que, nombrando según el alfabeto radiofónico, es zulú. Por lo que la hora UTC se conoce como hora Zulú.

## Historia

### Antecedentes
Antes del siglo XIX, cada ciudad establecía su propia hora oficial ajustada a la hora solar de la localidad. Esto implica que, por ejemplo en la península ibérica, la hora solar de una ciudad de la costa mediterránea tiene más de 40 minutos de diferencia con otra en la costa atlántica.  
Con el desarrollo de los ferrocarriles y los telégrafos se vio la necesidad de establecer una misma hora para amplias zonas en las que se extendían dichas redes. Así, el horario del ferrocarril fue el antecedente de la unificación horaria de los países. La primera línea de ferrocarril que unificó su horario fue la que enlazaba Londres con Bristol. La compañía adoptó en 1840 como hora oficial la de Londres medida por el Real Observatorio de Greenwich. La hora de Greenwich comenzó a ser conocida como la railway time (la hora del ferrocarril) y finalmente en 1848 se instauró como la oficial para todo el Reino Unido. Posteriormente la unificación horaria nacional se dio en otros países europeos. En América del Norte, el enorme desarrollo en longitud que estaban alcanzando sus ferrocarriles no hacían viable un solo horario nacional.
En EE. UU. y Canadá la diferencia de horas solares  entre la costa este y oeste es de varias horas. En 1870 el científico estadounidense Charles F. Dowd redactó un manifiesto en el que abogó por que se acabara con las ochenta diferentes horas del ferrocarril y las incontables horas locales del país para crear cuatro zonas horarias. Cada zona tenía un meridiano central y el primero de ellos correspondía a la ciudad de Washington. Esta propuesta, pero con la hora referenciada a Greenwich, fue impulsada en 1883 en una convención de jefes de ferrocarril.

### Primeras publicaciones

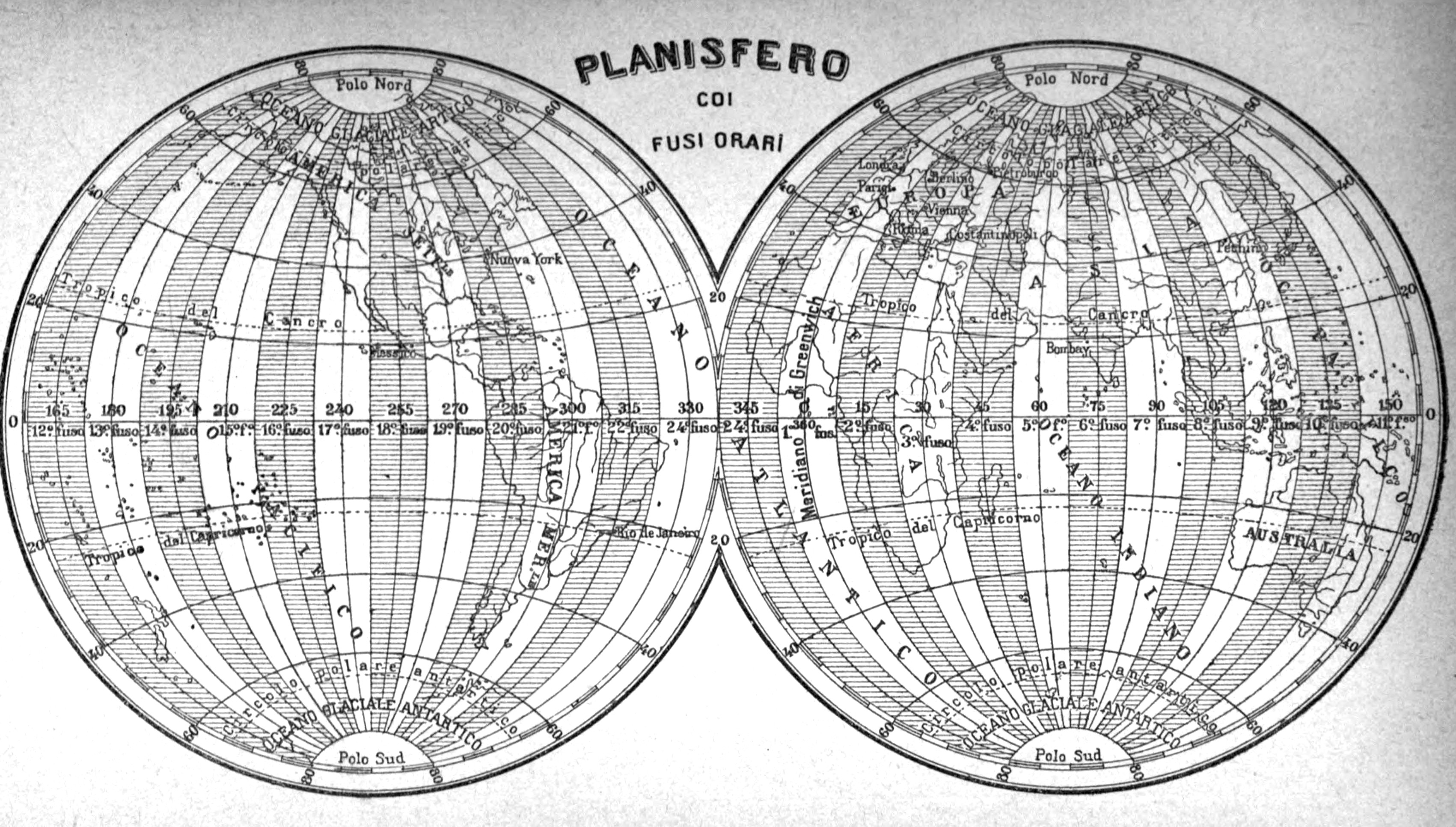
Planisferios con husos horarios. Italia, año: 1896.

En 1858 se publica por primera vez una idea similar a los husos horarios. El matemático y astrónomo italiano Giuseppe Barilli, (1812-1894) más conocido por el seudónimo de Quirico Filopanti en su libro Miranda! proponía la utilización de veinticuatro zonas horarias de una hora, que él llamó días longitudinales, estando la primera de ellas en el meridiano de la ciudad de Roma. Además proponía usar un tiempo universal en astronomía y telegrafía. Estas ideas no llegaron a ser conocidas hasta después de su muerte.

Mapa de EE. UU. con 4 zonas horarias de 1913. De este a oeste: Eastern (oriental), Central, Mountain (montañas), Pacific.

En 1873, el ingeniero Sandford Fleming, que había trabajado en los ferrocarriles de Canadá, realizó su propuesta de 24 husos horarios tal como los conocemos. Así, localidades situadas en diferentes husos tendrían diferencias de 1 hora exacta y coincidencias en minutos y segundos. Como propuesta para punto común de origen de las horas, propuso el antimeridiano de Greenwich.

### Conferencia Internacional del meridiano
En 1884 se realiza la Conferencia Internacional del Meridiano, que tenía muchos objetivos relacionados con estándares internacionales. En esta se llega a los siguientes acuerdos:
- El meridiano de origen de un sistema de longitud geográfica mundial será el meridiano de Greenwich.
- Las longitudes se medirán hacia el este con signo positivo (hasta 180°) y hacia el oeste con signo negativo.
- Todos los países adoptarán el día universal que iniciará en la medianoche de Greenwich y durará 24 horas.

Fleming participa de esta conferencia en representación de Canadá y formula su propuesta de 24 husos. La propuesta no logra los apoyos necesarios ni se somete a votación ni queda en la lista de resoluciones. Pero la conferencia se convierte en el ápice de visibilidad del modelo de 24 husos y este resulta atado a lo resuelto para la longitud.

### Conferencia internacional de la hora
En 1912, se realiza la Conferencia internacional de la hora en París con la presencia de representantes de 25 naciones. En ella se acuerda el sistema de husos horarios presentado en la conferencia de 1884. y se crea la Oficina internacional de la hora.    

### Adopción del sistema por los distintos países
A partir de las conferencias de 1883 y 1912, los países del mundo van emitiendo normas por las cuales ajustan su hora oficial (u hora legal) al huso horario más cercano. Los países más pequeños extienden esa hora a todo su territorio. Los más grandes, dividen su país en zonas horarias en cada una de las cuales adoptan como hora oficial la del huso más cercano. 
En 1893 Alemania, que ya había logrado a unificación nacional, adopta como hora oficial la del meridiano situado quince grados al este de Greenwich. 
Para mediados del año 1900, la mayor parte de Europa ya había adherido al sistema. Solo faltaban adherir Francia, España y Portugal, Rumania y Grecia.
España: en el año 1900, se emite un decreto, por el cual se adhiere al sistema para el territorio peninsular y las Baleares. Se adopta la hora de Greenwich ya que casi todo el territorio se encuentra ubicado en ese huso horario. Solo Galicia queda fuera, pero con una diferencia temporal pequeña. El cambio se hace efectivo el 1 de enero de 1901. En 1922 se emite otro decreto que establece la hora para las islas Canarias. El decreto indica que esta hora será la del huso horario ubicado 15° al oeste de Greenwich, una hora menos que en la península.
Chile empleó la hora estándar del meridiano 75° O (zona +5) como hora oficial desde el año 1910. Años después, la hora oficial se fijó según el meridiano del observatorio astronómico de la Quinta Normal de Santiago, es decir, abandonando la referencia a Greenwich. Se vuelve al sistema internacional en 1918.
Francia adhiere al sistema en 1911 adoptando como hora oficial, la hora solar media de París menos 9 minutos y 21 segundos. Esto significa que adopta la hora de Greenwich, pero evita mencionarlo explicitamente en el texto de la norma. Ese mismo año Portugal emite la norma de adhesión al sistema aplicando el cambio el 1 de enero de 1912.
En extremo oriente, Japón había adherido antes de iniciado el siglo XX y China, en 1911 inmediatamente después de la caída del imperio.
Venezuela adopta en 1912 la hora legal correspondiente a la longitud 67°30′ O, que implica una diferencia de 4 horas y media con respecto a Greenwich. Dicho meridiano pasa cerca de la localidad de Villa de Cura ubicada aproximadamente en la mitad del territorio. Mantiene este criterio hasta la década del 60.   
Brasil emite su norma en 1913 y a comienza a aplicar el 1 de enero de 1914. Ese mismo año lo adopta Colombia. 
Todavía en 1915 las horas de muchos países, casi todos sudamericanos, no se ajustaban a Greenwich. En Europa solo quedaban, en ese momento, Grecia y Rusia.
Aunque los Estados Unidos habían sido pioneros en el establecimiento del primer meridiano y de la hora universal en sus transportes en mano privada, la actuación legislativa generalizando la hora oficial no se llevó a cabo hasta 1918.

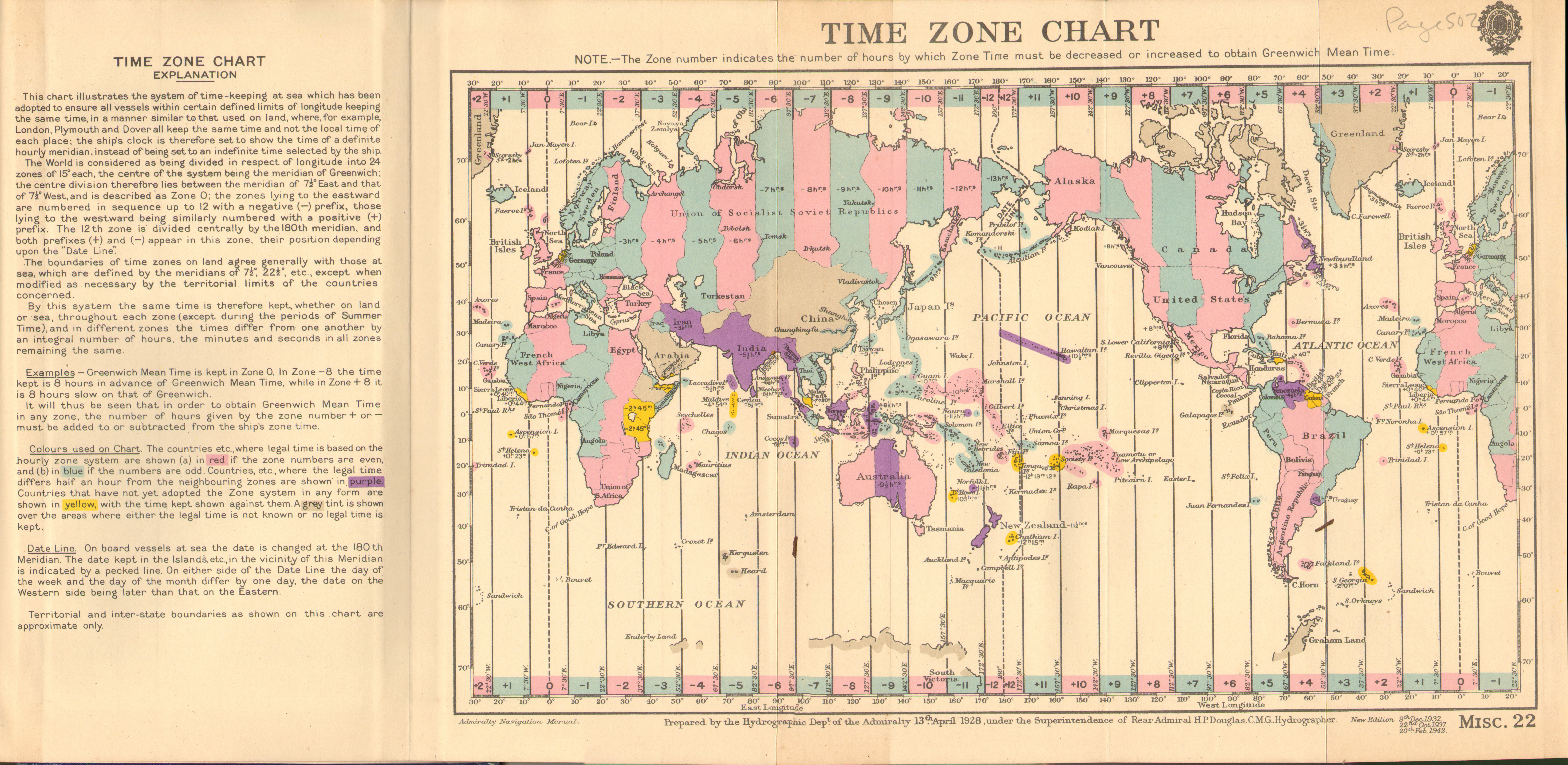
Mapamundi inglés de zonas horarias publicado originalmente en 1928. Rosa: diferencia entera par. Celeste diferencia entera impar. Violeta: diferencia de media hora con respeto a la zona adyacente. Amarillo países que no han adoptado el sistema horario. Gris: hora legal desconocida o inexistente.

Argentina adopta el estándar internacional en 1920 y México en 1921.

## Las zonas horarias
Desde los inicios la implementación del sistema de husos, los países deformaron los límites impuestos por los meridianos para constituir zonas horarias. 
Cuando una provincia queda fuera del huso, a esta se le asigna la hora nacional para lograr la unificación. Un ejemplo de esto fue Galicia en España. 
Cuando un país abarca varios husos, los límites de las zonas horarias se adaptan a la división administrativa del país, como en México. O incluyen también otros criterios como en Brasil o Estados Unidos.
A lo largo del siglo XX y por motivos de unificación con otros países y en el contexto de los cambios de hora por el horario de verano, algunos países adoptan como hora oficial una hora que no es la que corresponde al huso en el que está ubicado, como Argentina y Uruguay (cuya hora es la misma que la del este de Brasil), Francia, España y Marruecos (cuya hora es la misma que la Europa Central) o Islandia (que usa UTC, como el Reino Unido).    

### Diferencias no enteras
Países que tienen la mitad de su territorio en un huso y la otra mitad en otro, para lograr la unificación, en lugar de adoptar dos zonas horarias distintas, adoptaron para hora oficial un diferencia no entera con respecto a Greenwich. Como Venezuela, que desde 1912 y hasta la década de 1960 adoptó una diferencia de 4 horas y media con respecto a Greenwich. Constituyendo así una zona horaria que no es ni UTC-4 ni UTC-5.  Algo similar ocurre en la India, que abarca 2 husos completos y adopta UTC+5:30.

### Horario de verano
El horario de verano, es la práctica de cambiar la hora oficial durante dicha estación del año que aplican algunos países. Así una zona horaria puede tener dos horas oficiales. Evidentemente solo una de ellas corresponde al huso horario.   

### Nombres de zonas horarias
En algunos países las zonas horarias tienen nombres relacionados con la situación relativa de la zona en el país o continente o con accidentes geográficos representativos. Usualmente incluyen un cambio de hora en verano por lo que la misma zona tiene dos horas.      
En los EE. UU. contiguos las zonas se llaman: del Este (UTC-5), Central (UTC-6), de la Montaña (UTC-7) y del Pacífico (UTC-8). Tienen abreviaturas por sus nombres en inglés que incluyen la frase "Standard Time" (hora oficial). Estas son: EST, CST, MST y PST.     
En México, las zonas se llaman: del Sureste (UTC-5), del Centro (UTC-6), del Pacífico (UTC-7), del Noroeste (UTC-8).   
En Europa, se llaman Occidental (UTC), Central (UTC+1) y Oriental (UTC+2). Y sus abreviaturas, también en inglés,  incluyen la frase "European Time", son WET, CET y EET.   
Estos nombres solo se usan en un contexto geográfico particular y no más allá. Por ejemplo en Perú se usa UTC-5, pero no es usual llamarla "del Este" o EST.

## Países con varios horarios
Los países cuya geografía se desarrolla ampliamente en la dirección de la longitud, suelen usar más de una hora oficial. 
La tabla que sigue, muestra los países que usan dos o más horas oficiales dentro de su territorio discriminando en continental, insular, dependiente. Se indica el desarrollo en longitud (DL) del territorio continental. Las horas se refieren al horario normal (de invierno). 
| País            | Cant.       | -12         | -11         | -10         | -9          | -8          | -7        | -6        | -5        | -4       | -3       | -2      | -1 | ±0 | +1       | +2        | +3        | +4        | +5        | +6        | +7                | +8                | +9                | +10               | +11               | +12               | +13      | +14      |
| Ecuador         | 2           |             |             |             |             |             |           |           |           |          |          |         |    |    |          |           |           |           |           |           |                   |                   |                   |                   |                   |                   |          |          |
| España          | 2           |             |             |             |             |             |           |           |           |          |          |         |    |    |          |           |           |           |           |           |                   |                   |                   |                   |                   |                   |          |          |
| Kazajistán      | 2           |             |             |             |             |             |           |           |           |          |          |         |    |    |          |           |           |           | DL = 38°  | DL = 38°  |                   |                   |                   |                   |                   |                   |          |          |
| Micronesia      | 2           |             |             |             |             |             |           |           |           |          |          |         |    |    |          |           |           |           |           |           |                   |                   |                   | DL = 26°          | DL = 26°          |                   |          |          |
| Mongolia        | 2           |             |             |             |             |             |           |           |           |          |          |         |    |    |          |           |           |           |           |           | DL = 32°          | DL = 32°          |                   |                   |                   |                   |          |          |
| Portugal        | 2           |             |             |             |             |             |           |           |           |          |          |         |    |    |          |           |           |           |           |           |                   |                   |                   |                   |                   |                   |          |          |
| R. D. del Congo | 2           |             |             |             |             |             |           |           |           |          |          |         |    |    | DL = 19° | DL = 19°  |           |           |           |           |                   |                   |                   |                   |                   |                   |          |          |
| Australia       | 3           |             |             |             |             |             |           |           |           |          |          |         |    |    |          |           |           |           |           |           |                   | DL = 55°          | DL = 55°          | DL = 55°          |                   |                   |          |          |
| Chile           | 3           |             |             |             |             |             |           |           |           |          |          |         |    |    |          |           |           |           |           |           |                   |                   |                   |                   |                   |                   |          |          |
| Indonesia       | 3           |             |             |             |             |             |           |           |           |          |          |         |    |    |          |           |           |           |           |           | DL = 46°          | DL = 46°          | DL = 46°          |                   |                   |                   |          |          |
| Kiribati        | 3           |             |             |             |             |             |           |           |           |          |          |         |    |    |          |           |           |           |           |           |                   |                   |                   |                   |                   | DL = 40°          | DL = 40° | DL = 40° |
| Brasil          | 4           |             |             |             |             |             |           |           | DL = 45°  | DL = 45° | DL = 45° |         |    |    |          |           |           |           |           |           |                   |                   |                   |                   |                   |                   |          |          |
| México          | 4           |             |             |             |             | DL = 32°    | DL = 32°  | DL = 32°  | DL = 32°  |          |          |         |    |    |          |           |           |           |           |           |                   |                   |                   |                   |                   |                   |          |          |
| Canadá          | 6           |             |             |             |             |             | DL = 88°  | DL = 88°  | DL = 88°  | DL = 88° |          |         |    |    |          |           |           |           |           |           |                   |                   |                   |                   |                   |                   |          |          |
| Estados Unidos  | 9           |             |             |             | DL = 151°   | DL = 151°   | DL = 151° | DL = 151° | DL = 151° |          |          |         |    |    |          |           |           |           |           |           |                   |                   |                   |                   |                   |                   |          |          |
| Reino Unido     | 8           |             |             |             |             |             |           |           |           |          |          |         |    |    |          |           |           |           |           |           |                   |                   |                   |                   |                   |                   |          |          |
| Rusia           | 11          |             |             |             |             |             |           |           |           |          |          |         |    |    |          | DL = 117° | DL = 117° | DL = 117° | DL = 117° | DL = 117° | DL = 117°         | DL = 117°         | DL = 117°         | DL = 117°         | DL = 117°         | DL = 117°         |          |          |
| Francia         | 14          |             |             |             |             |             |           |           |           |          |          |         |    |    |          |           |           |           |           |           |                   |                   |                   |                   |                   |                   |          |          |
|                 |             |             |             |             |             |             |           |           |           |          |          |         |    |    |          |           |           |           |           |           |                   |                   |                   |                   |                   |                   |          |          |
| Referencias     | Referencias | Continental | Continental | Continental | Continental | Continental |           |           | Insular   | Insular  | Insular  | Insular |    |    | Ultramar | Ultramar  | Ultramar  | Ultramar  |           |           | Extensión horaria | Extensión horaria | Extensión horaria | Extensión horaria | Extensión horaria | Extensión horaria |          |          |

## Husos horarios y Año Nuevo
Debido a los husos horarios y a la rotación de la Tierra, los primeros lugares que reciben el Año Nuevo son las islas del Milenio y Kiritimati, de la República de Kiribati, mientras que Niue, Samoa Americana, la isla de Alofi, la isla Baker y la isla Howland son los últimos lugares.
La diferencia entre los primeros y los últimos que reciben el año son 26 horas.

## Sistemas informáticos
Muchos sistemas operativos de computadora incluyen el soporte necesario para trabajar con todas (o casi todas) las horas locales posibles basadas en las distintas zonas horarias. Internamente, los sistemas operativos generalmente usan UTC como su estándar básico de mantenimiento de la hora, al tiempo que brindan servicios para convertir las horas locales hacia y desde UTC, y también la capacidad de cambiar automáticamente las conversiones de la hora local al inicio y al final del horario de verano en las distintas zonas. 
Los servidores web que presentan páginas web principalmente para una audiencia en una única zona horaria o un rango limitado de zonas horarias suelen mostrar las horas como una hora local, quizás con la hora UTC entre paréntesis. Los sitios web con más orientación internacional pueden mostrar las horas solo en UTC o utilizando una zona horaria arbitraria. Por ejemplo, la versión internacional en inglés de CNN incluye GMT y la hora de Hong Kong, mientras que la versión estadounidense muestra la hora del este. La hora del este de EE. UU. y la hora del Pacífico también se utilizan con bastante frecuencia en muchos sitios web en inglés con sede en EE. UU. Con lectores en todo el mundo. El formato se basa típicamente en la "fecha y hora" de la Nota del W3C.
Los sistemas de correo electrónico y otros sistemas de mensajería (chat IRC, etc.) Marcan los mensajes con marca de tiempo utilizando UTC, o bien incluyen la zona horaria del remitente como parte del mensaje, lo que permite que el programa receptor muestre la fecha y hora de envío del mensaje. la hora local del destinatario.
Los registros de la base de datos que incluyen una marca de tiempo generalmente usan UTC, especialmente cuando la base de datos es parte de un sistema que abarca múltiples zonas horarias. No se recomienda el uso de la hora local para los registros de marcas de tiempo para las zonas horarias que implementan el horario de verano porque una vez al año hay un período de una hora en el que las horas locales son ambiguas.
Los sistemas de calendario de hoy en día generalmente vinculan sus marcas de tiempo a UTC y las muestran de manera diferente en computadoras que se encuentran en diferentes zonas horarias. Eso funciona cuando se tienen reuniones por teléfono o por Internet. Funciona menos cuando se viaja, porque se supone que los eventos del calendario tienen lugar en la zona horaria en la que estaba la computadora o el teléfono inteligente al crear el evento. El evento puede mostrarse en el momento equivocado. Por ejemplo, si un neoyorquino planea reunirse con alguien en Los Ángeles a las 9 AM. Y realiza una entrada en el calendario a las 9 a. m. (Que la computadora asume que es la hora de Nueva York), la entrada del calendario será a las 6 AM. Si se toma el tiempo de la computadora. zona. También hay una opción en las versiones más recientes de Microsoft Outlook para ingresar la zona horaria en la que ocurrirá un evento, pero a menudo no en otros sistemas de calendario. El software de calendario también debe lidiar con el horario de verano (DST). Si, por razones políticas, se cambian las fechas de inicio y finalización del horario de verano, las entradas del calendario deben permanecer iguales en la hora local, aunque pueden cambiar en la hora UTC. Por lo tanto, en Microsoft Outlook las marcas de tiempo se almacenan y comunican sin compensaciones de DST. Por lo tanto, una cita en Londres al mediodía en el verano se representará como 12:00 (UTC + 00: 00) aunque el evento en realidad tendrá lugar a las 13:00 UTC. En Google Calendar, los eventos del calendario se almacenan en UTC (aunque se muestran en la hora local) y pueden modificarse por cambios de zona horaria, aunque se compensan el inicio y el final del horario de verano normal (similar a muchos otros programas de calendario).

## La hora en el espacio ultraterrestre
Las naves espaciales en órbita pueden experimentar muchos amaneceres y atardeceres, o ninguno, en un período de 24 horas. Por lo tanto, no es posible calibrar la hora con respecto al Sol y seguir respetando un ciclo de sueño/vigilia de 24 horas. Una práctica común para la exploración espacial es utilizar la hora terrestre del sitio de lanzamiento o el control de la misión, sincronizando los ciclos de sueño de la tripulación y los controladores. La Estación Espacial Internacional normalmente utiliza la hora media de Greenwich (GMT).
El cronometraje en Marte puede ser más complejo, ya que el planeta tiene un día solar de aproximadamente 24 horas y 40 minutos, conocido como sol. Los controladores de la Tierra para algunas misiones a Marte han sincronizado sus ciclos de sueño/vigilia con el día marciano, porque la actividad del rover con energía solar en la superficie estaba ligada a períodos de luz y oscuridad.